# 利州衛
利州衛是明代及清代初期四川的一個衛所，治所在今四川省广元市。
洪武三十年（1397年）因田大成之亂設，清朝順治十五年（1658年）裁。
《大明一統志》卷68公署條言「利州衛，在廣元縣治東，洪武三十一年建」，雖然是記其公署建築時間，但他史關於利州衛的記載甚少，故以設公署時間為設衛時問。衛隸四川都司。明代廣元縣即今四川廣元市，元朝時為利州治。
屬四川都司，洪武三十一年置，始築城，治所於今四川廣元縣。舊領中、左、前、後四所，宣德四年，調前所於松潘衞前千戶所，自後實領三所。
因田大成之亂，設置利州衛，第一代指揮使為楊錦，錦死，即由其子楊雄襲職，此後直到崇禎末楊大烈與李自成相遇、兵敗身亡為止，兩百年間，均由楊家世代充任指揮使職務

## 轄區
衛指揮正三品，宣慰司宣慰使從三品、宣撫司宣撫使從四品、安撫司安撫使從五品、長官司長官正六品。